# Estació del Pla de Vilanoveta

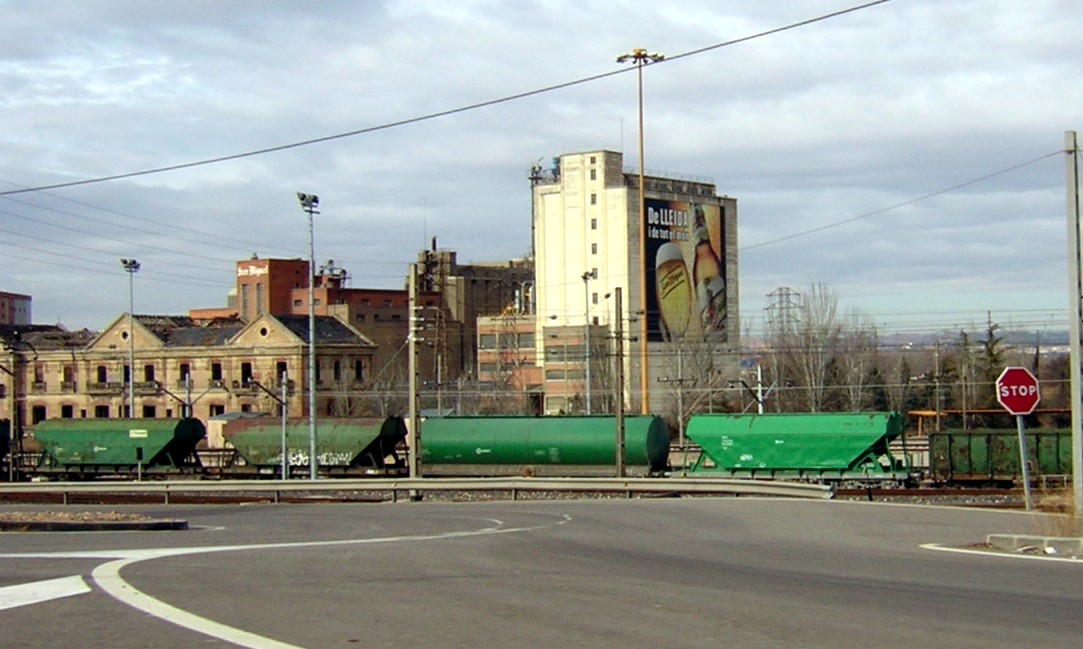
L'estació del Pla de Vilanoveta

L'estació del Pla de Vilanoveta és una terminal ferroviària de mercaderies d'Adif ubicada a Lleida. Se situa prop del cementiri municipal i del Polígon Industrial El Segre.
Antigament, Pla de Vilanoveta era una estació amb servei de viatgers que formava part de la inacabada línia Lleida-Sent Gironç. L'edifici de viatgers es va mantenir dempeus, tot i tapiat i en estat ruïnós, fins que fou enderrocat l'any 2022 juntament amb altres edificis ferroviaris en desús.
El Pla de Vilanoveta acull també els tallers de l'Associació per la Reconstrucció de Material Ferroviari Històric, dedicada a recuperar i restaurar material ferroviari històric i a la seva explotació turística. Part d'aquestes instal·lacions s'aprofitaran per crear en un futur pròxim un museu dedicat al ferrocarril.